# Mathematics of Computation
Mathematics of Computation est une revue scientifique spécialisée dans le calcul mathématique. Elle a été fondée en 1943 sous le titre Mathematical Tables and other Aids to Computation, et a pris son nom actuel en 1960. 

## Description
Les domaines couverts par la revue comprennent l'analyse numérique, les mathématiques discrètes computationnelles, y compris la théorie des nombres, l'algèbre et la combinatoire, et les domaines connexes tels que les méthodes numériques utilisé pour les calculs stochastiques. Les articles doivent présenter un intérêt informatique important et contenir une analyse mathématique originale.
Le journal paraît sur une base bimestrielle : un volume par an composé de six numéros. Chaque fascicule porte un numéro individuel.  Les articles de plus de cinq ans sont en libre accès.
Les articles soumis à la revue sont évalués par des pairs. Les examinateurs savent qui sont les auteurs du manuscrit, mais les auteurs ne connaissent pas l'identité des pairs examinateurs.
Les articles acceptés sont publiés électroniquement sur le site Web de l'AMS après que les auteurs aient retourné la preuve et avant leur parution dans un numéro, mais ne sont consultables que par les membres de l'AMS.

## Comptes-rendus et indexation
Le articles du journal sont résumés ou indexés par les bases de données Mathematical Reviews, Zentralblatt MATH, Science Citation Index, CompuMath Citation Index (en), Current Contents/Physical, Chemical & Earth Sciences.
D'après les Journal Citation Reports, la revue a en  2013 un facteur d'impact de 1,409. Scopus donne un CiteScore de 1,83 pour l’année 2017. Bioxbio donne pour 2016 le facteur d'impact 1,569